# Irish State Coach

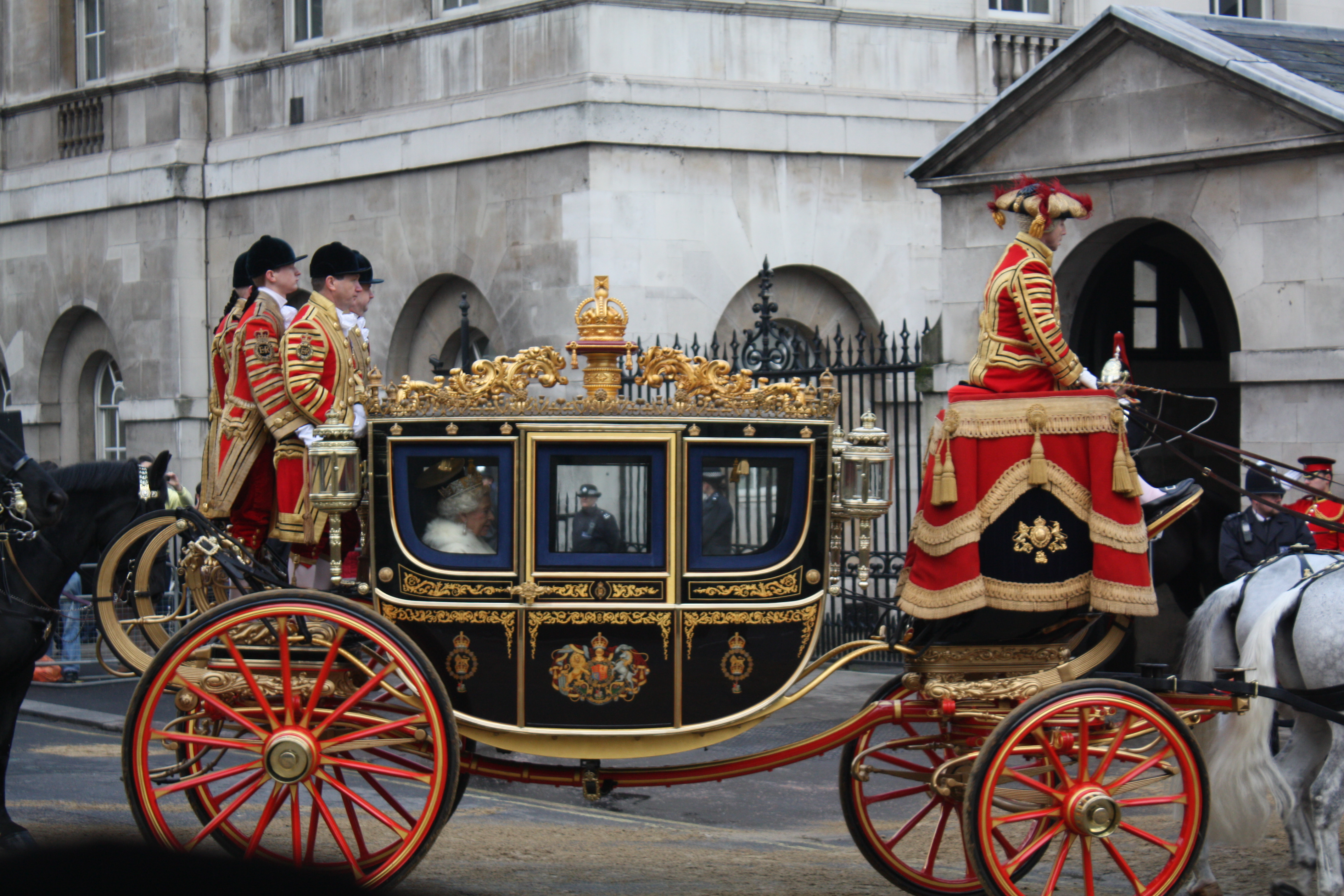
L'Irish State Coach durante l'apertura del Parlamento del 2008.

L'Irish State Coach è una carrozza reale del Royal Mews, le scuderie reali britanniche, impiegata nelle varie cerimonie di stato.

## Storia

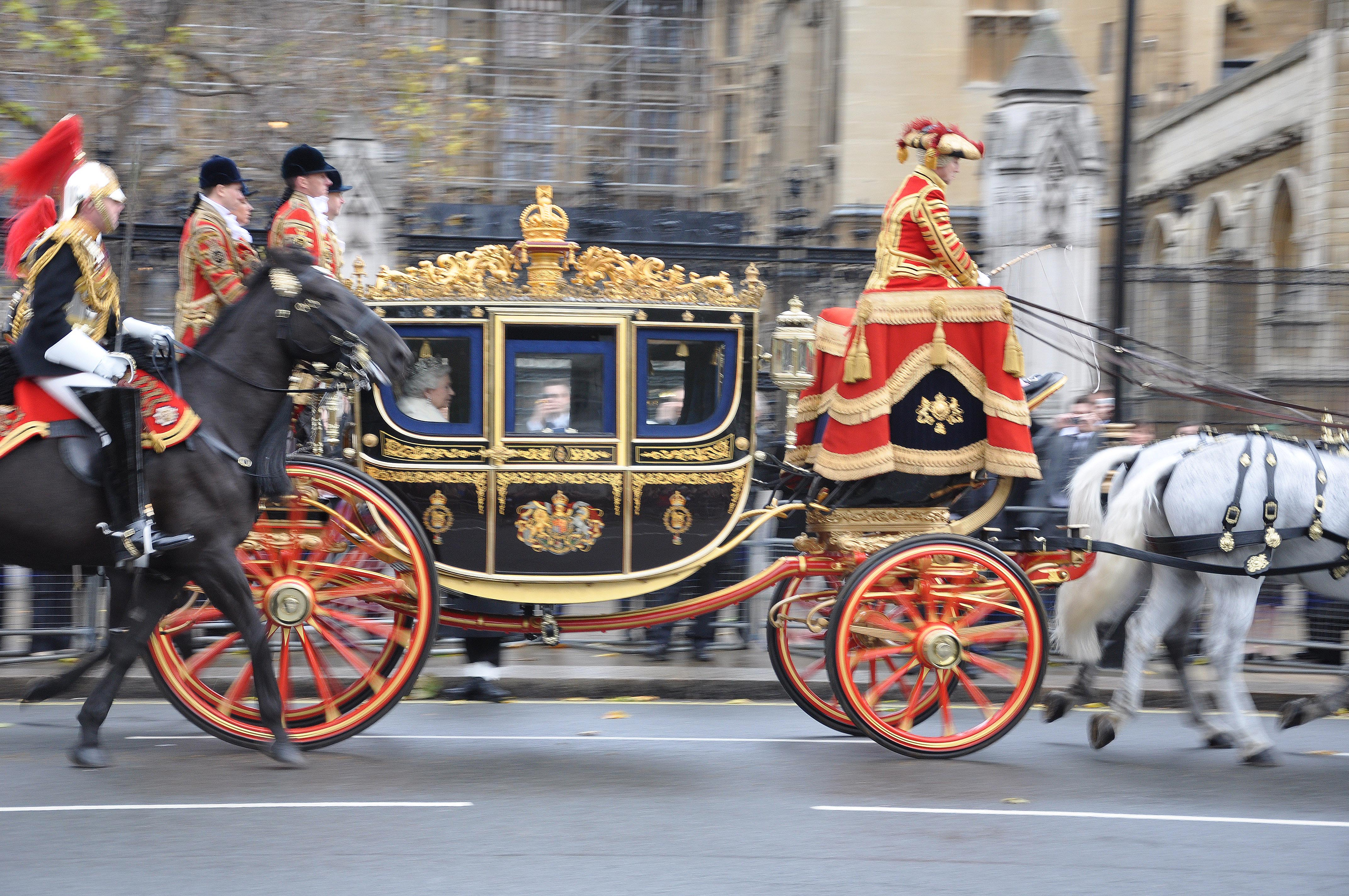
La carrozza reale nel 2009

Nel 1853 la carrozza fu esposta da John Hutton & sons, manifatture di Dublino, alla Great Industrial Exhibition; Hutton sperava di catturare l'attenzione della regina Vittoria e riuscì nel suo obiettivo, poiché la sovrana acquistò la carrozza. Dopo la morte del marito, il principe Alberto, Vittoria preferì utilizzarla rispetto alla Gold State Coach, impiegata di solito per le incoronazioni e le aperture del Parlamento tra la fine del XIX e l'inizio del XX secolo. Quando nel 1876 la regina Vittoria fu proclamata Imperatrice d'India, sulla parte superiore della carrozza fu aggiunto un fregio con la palma indiana, la rosa d'Inghilterra, il cardo della Scozia ed il trifoglio d'Irlanda. La parte in legno originale fu distrutta in un incendio durante i preparativi per l'incoronazione di Giorgio V, nel 1911; La carrozzeria fu la carrozzeria fu ricostruita sul suo telaio originale in sole sedici settimane e fu pronta in tempo per prendere parte alla cerimonia dell'incoronazione.

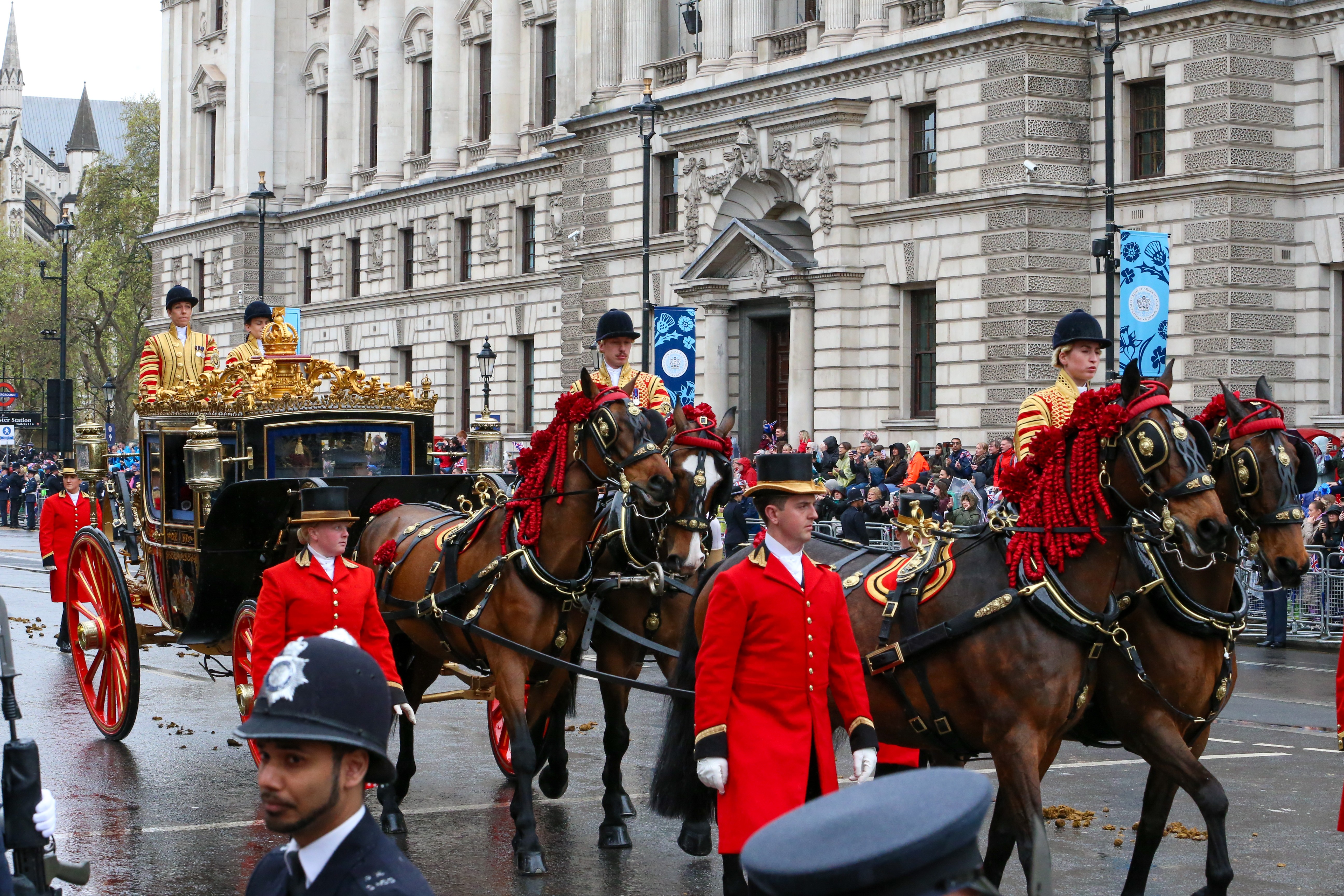
L'Irish durante la processione dell'incoronazione di re Carlo III

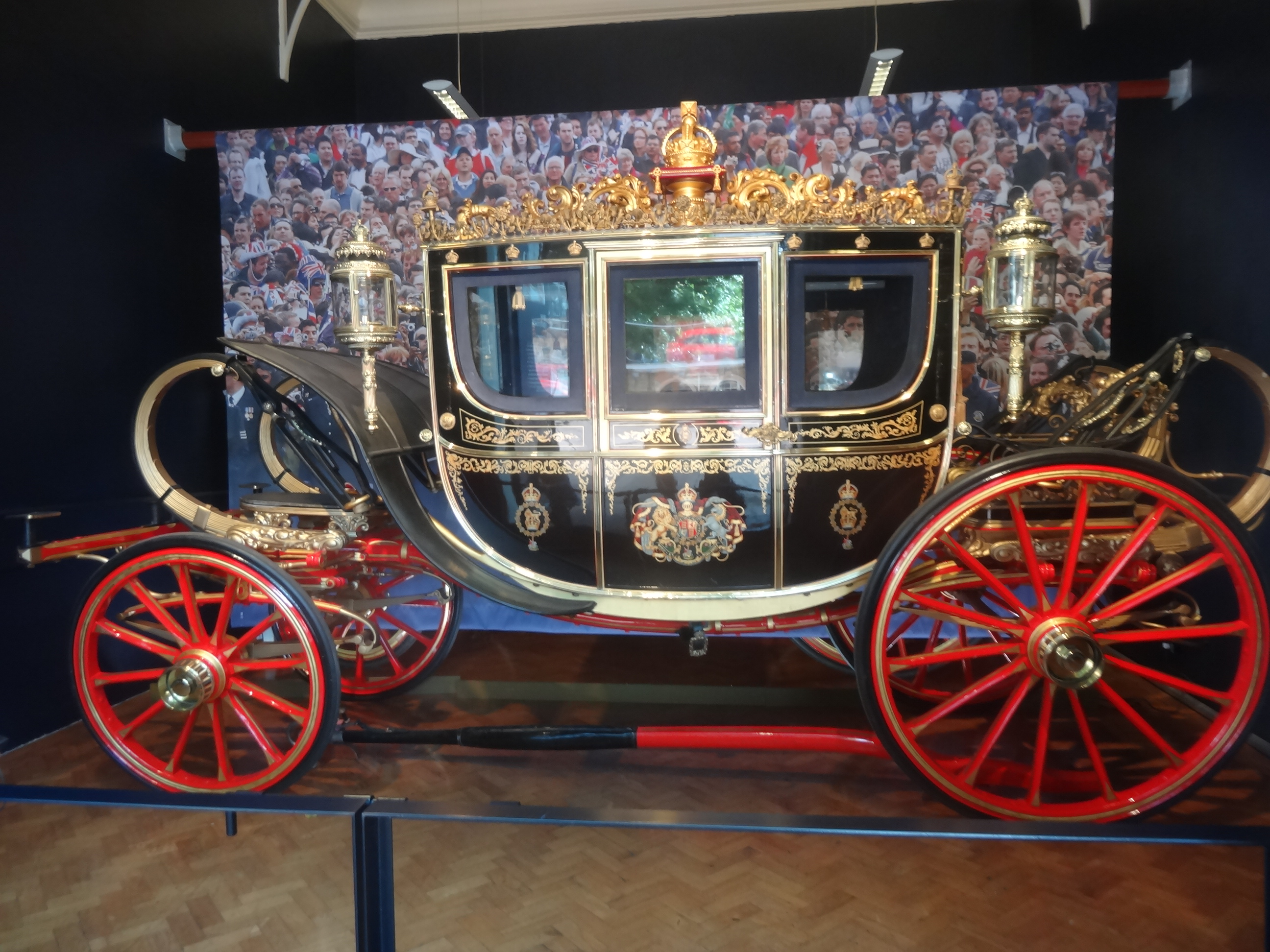
La carrozza al Royal Mews

L'Irish State Coach prese servizio attivo a partire dall'ascesa del re Giorgio VI, per la cui incoronazione, la carrozza fu utilizzata per trasportare le principesse Elisabetta, Margaret e Mary, principessa reale durante la processione da Buckingham Palace all'Abbazia di Westminster. A partire dalla fine della Seconda guerra mondiale, l'Irish State Coach venne impiegata per trasportare i sovrani Giorgio e la figlia, la regina Elisabetta II, durante la cerimonia dell'apertura del Parlamento inglese, venendo anche impiegata durante le visite di Stato, funzione per cui viene utilizzata ancora oggi. Durante le processioni dell'incoronazione di Elisabetta II, la carrozza fu impiegata per trasportare la regina Elisabetta, la Regina madre, e la figlia, la principessa Margaret. Nel 1960 la carrozza fu leggermente modificata in modo da poter essere utilizzata con cavalli da postiglione o guidata da un cocchiere dal box.  Con l'arrivo al Royal Mews della Diamond Jubilee State Coach nel 2012, l'Irish State Coach fu impiegata per trasportare Carlo e Camilla, allora Principe di Galles e Duchessa di Cornovaglia, durante la cerimonia del Parlamento. Per l'incoronazione di Carlo III del maggio 2023, l'Irish fu impiegata per trasportare il Duca e la Duchessa di Edimburgo ed i loro figli, Lady Louise e James, conte di Wessex. Per tutta la sua storia, l'Irish State Coach fu quasi sempre esclusivamente trainata da quattro cavalli .